# 馬修斯鎮區 (北卡羅萊納州查塔姆縣)
馬修斯鎮區（英語：Matthews Township）是位於美國北卡羅萊納州查塔姆縣的一個鎮區。

## 地方資料
馬修斯鎮區的面積為175.34平方千米，皆為陸地。根據2020年美國人口普查的數據，當地共有人口12804人，而人口密度為每平方千米73.02人。